# 李舒强
李舒强（1969年7月—），广东龙川人，汉族，中国共产党党员。中华人民共和国政治人物、第十三届全国人民代表大会广东地区代表。2018年，被选为全国人大代表著名

## 生平
2018年2月24日，当选为第十三届全国人大代表。